# Wimbledon Championships 1974
Die 88. Wimbledon Championships waren ein Tennis-Rasenplatzturnier der Klasse Grand Slam, das von der ITF veranstaltet wurde. Er fand vom 24. Juni bis zum 6. Juli 1974 in London, Großbritannien statt. Ausrichter war der All England Lawn Tennis and Croquet Club.
Titelverteidiger im Einzel waren Jan Kodeš bei den Herren sowie Billie Jean King bei den Damen. Im Herrendoppel waren Jimmy Connors und Ilie Năstase, im Damendoppel Rosie Casals und Billie Jean King die Titelverteidiger. Im Mixed waren Billie Jean King und Owen Davidson die Titelverteidiger.

## Herreneinzel

### Setzliste
| Nr. | Spieler       | Erreichte Runde |
| --- | ------------- | --------------- |
| 01. | John Newcombe | Viertelfinale   |
| 02. | Ilie Năstase  | Achtelfinale    |
| 03. | Jimmy Connors | Sieg            |
| 04. | Stan Smith    | Halbfinale      |
| 05. | Björn Borg    | 3. Runde        |
| 06. | Jan Kodeš     | Viertelfinale   |

| Nr. | Spieler             | Erreichte Runde |
| --- | ------------------- | --------------- |
| 07. | Tom Okker           | Achtelfinale    |
| 08. | Arthur Ashe         | 3. Runde        |
| 09. | Ken Rosewall        | Finale          |
| 10. | Alexander Metreweli | Viertelfinale   |
| 11. | Tom Gorman          | Achtelfinale    |
| 12. | Manuel Orantes      | Achtelfinale    |

## Dameneinzel

### Setzliste
| Nr. | Spielerin        | Erreichte Runde |
| --- | ---------------- | --------------- |
| 01. | Billie Jean King | Viertelfinale   |
| 02. | Chris Evert      | Sieg            |
| 03. | Evonne Goolagong | Viertelfinale   |
| 04. | Rosie Casals     | Achtelfinale    |

| Nr. | Spielerin      | Erreichte Runde |
| --- | -------------- | --------------- |
| 05. | Virginia Wade  | Halbfinale      |
| 06. | Kerry Melville | Halbfinale      |
| 07. |                |                 |
| 08. | Olga Morosowa  | Finale          |

## Herrendoppel

### Setzliste
| Nr. | Paarung                    | Erreichte Runde |
| --- | -------------------------- | --------------- |
| 01. | Jimmy Connors Ilie Năstase | Halbfinale      |
| 02. | Bob Hewitt Frew McMillan   | 2. Runde        |
| 03. | Bob Lutz Stan Smith        | Finale          |
| 04. | John Newcombe Tony Roche   | Sieg            |

| Nr. | Paarung                    | Erreichte Runde |
| --- | -------------------------- | --------------- |
| 05. | Arthur Ashe Roscoe Tanner  | Achtelfinale    |
| 06. | Owen Davidson Ken Rosewall | 2. Runde        |
| 07. | Cliff Drysdale Tom Okker   | Halbfinale      |
| 08. | John Alexander Phil Dent   | Viertelfinale   |

## Damendoppel

### Setzliste
| Nr. | Paarung                       | Erreichte Runde |
| --- | ----------------------------- | --------------- |
| 01. | Rosie Casals Billie Jean King | Viertelfinale   |
| 02. | Françoise Dürr Betty Stöve    | Viertelfinale   |
| 03. | Chris Evert Olga Morosowa     | Halbfinale      |
| 04. | Julie Heldman Virginia Wade   | Viertelfinale   |

## Mixed

### Setzliste
| Nr. | Paarung                           | Erreichte Runde |
| --- | --------------------------------- | --------------- |
| 01. | Owen Davidson Billie Jean King    | Sieg            |
| 02. | Jimmy Connors Chris Evert         | 3. Runde        |
| 03. | Alexander Metreweli Olga Morosowa | Viertelfinale   |
| 04. | Kim Warwick Evonne Goolagong      | Viertelfinale   |